# Piper crebrinodum
Piper crebrinodum är en pepparväxtart som beskrevs av C. Dc.. Piper crebrinodum ingår i släktet Piper och familjen pepparväxter. Inga underarter finns listade i Catalogue of Life.